# Liste der Monuments historiques in Vyt-lès-Belvoir
Die Liste der Monuments historiques in Vyt-lès-Belvoir führt die Monuments historiques in der französischen Gemeinde Vyt-lès-Belvoir auf.

## Liste der Objekte
| Bezeichnung               | Beschreibung | Standort                                | Kennzeichnung | Schutzstatus | Datum | Bild           |
| ------------------------- | --- | --------------------------------------- | ------------- | ------------ | ----- | -------------- |
| Skulptur Madonna mit Kind | Kupfer, 15. Jahrhundert                                                                                                | in der Kirche Sts-Pierre-et-Paul (Lage) | PM25001463    | Classé       | 1908  |                |
| Gemälde Kreuzabnahme      | Ölfarbe auf Leinwand, 1631 von Pierre Crolot                                                                           | in der Kirche Sts-Pierre-et-Paul (Lage) | PM25001464    | Classé       | 1908  |                |
| Hauptaltar                | Altartisch, Tabernakel, Retabel und Gemälde; Holz, farbig gefasst und vergoldet, Ölfarbe auf Leinwand, 18. Jahrhundert | in der Kirche Sts-Pierre-et-Paul (Lage) | PM25001766    | Inscrit      | 2005  |                |
| Marienaltar               | Altartisch, Retabel und Gemälde; Holz, farbig gefasst und vergoldet, Ölfarbe auf Leinwand, 17. und 18. Jahrhundert     | in der Kirche Sts-Pierre-et-Paul (Lage) | PM25001767    | Inscrit      | 2005  |                |
| Josefsaltar               | Altartisch und Retabel; Holz, farbig gefasst und vergoldet, 18. und 19. Jahrhundert                                    | in der Kirche Sts-Pierre-et-Paul (Lage) | PM25001768    | Inscrit      | 2005  |                |
| Taufaltar                 | Holz, farbig gefasst und vergoldet, 19. Jahrhundert                                                                    | in der Kirche Sts-Pierre-et-Paul (Lage) | PM25001769    | Inscrit      | 2005  |                |
| Kanzel                    | Holz, farbig gefasst, um 1800                                                                                          | in der Kirche Sts-Pierre-et-Paul (Lage) | PM25001770    | Inscrit      | 2005  | weitere Bilder |
| Glocke                    | Bronze, 1728 gegossen                                                                                                  | in der Kirche Sts-Pierre-et-Paul (Lage) | PM25001465    | Classé       | 1942  |                |